# نورالهدی عبدالله
نورالهدی عبدالله (به انگلیسی: Nurul Huda Abdullah) (زادهٔ ۳۱ ژوئیهٔ ۱۹۷۲) شناگر اهل مالزی است.